# Portable Art Museum
Das Portable Art Museum, kurz PAM, war ein Museum in Düren, Nordrhein-Westfalen, in der Karl-Arnold-Straße 4–6.
Heinz Schmidt-Bachem sammelte Produkte der industriellen Papier- und Folienverarbeitung, darunter Papierwaren, Tüten, Beutel, Tragetaschen aus Papier und Plastik. Die Sammlung will einen Überblick über die historische Entwicklung dieser typischen Wegwerfartikel seit Entstehung der Papierwarenindustrie um die Mitte des 19. Jahrhunderts vermitteln.
Der Bestand an Tragetaschen und Tüten von etwa 150.000 galt als größter dieser Art weltweit. Das Museum ist seit dem Tod von Heinz Schmidt-Bachem im Mai 2011 geschlossen.